# Boyz N the Highlands
«Boyz N the Highlands» (titulado «En tierras lejanas» en Hispanoamérica y «Chicos y las tierras altas» en España) es el decimotercer episodio de la trigésimatercera temporada de la serie de televisión de animación estadounidense Los Simpson, y el 719 en total. Se emitió en los Estados Unidos en Fox el 6 de marzo de 2022. El episodio fue dirigido por Bob Anderson y escrito por Dan Vebber. La trama está inspirada en la película de 2019 Get Duked!.
En este episodio, Bart, Nelson, Dolph y Martin se van de excursión al desierto como castigo, donde encuentran una cabra e intentan escapar de unos satánicos mientras Lisa finge ser hija única. El episodio recibió críticas positivas.

## Trama
Bart, Nelson y Dolph son abandonados por Willie para hacer una excursión por el desierto ordenada por un tribunal. Martin es dejado por sus padres y se une a ellos porque quiere hacerlo como actividad extraescolar. Por el camino, los chicos intimidan a Martin. Encuentran una cabra bebé en una jaula y se la llevan con ellos (Bart la llama Axel). Más tarde, unas personas con máscaras de cráneos de cabra exigen a los chicos que les entreguen la cabra. Mientras tanto, con Bart fuera y Maggie enviada al apartamento de Patty y Selma, Lisa exige ser tratada como hija única por Homer y Marge.
Los chicos escapan y creen que se trata de satanistas. Encuentran un barco que les lleva a su destino. Como Axel se niega a subir al barco, Nelson y Dolph toman el barco mientras Bart, Martin y la cabra continúan a pie. Nelson y Dolph encuentran una casa Airbnb y se relajan dentro. Los satanistas los encuentran y los encierran en el sótano. Martin intenta ser amigo de Bart, pero éste lo rechaza. Martin admite que él también está en la caminata como castigo ordenado por la corte. Había robado medicamentos recetados que le mantienen centrado en los estudios para poder complacer a sus padres. Acusa a Bart de ser un seguidor, que sólo es amable con Martin si no hay nadie cerca. Martin y la cabra continúan la caminata sin Bart. Mientras tanto, Lisa sigue un estricto horario para asegurarse de que todas sus actividades están terminadas antes de que Bart regrese. Acaba vomitando, tanto por comer demasiado helado como por un rápido paseo a caballito de Homer.
Al día siguiente, Lisa se despierta tras pasar la noche durmiendo en la cama de Homer y Marge con sus padres y se siente satisfecha. Mientras tanto, Bart encuentra a Martin y se disculpa. Encuentran a Nelson y Dolph cuando están a punto de ser sacrificados por los satanistas. Atacan a los satanistas y descubren que son estudiantes de cine que están rodando una película de terror. Los matones aceptan a Bart y Martin como parte de su grupo y llegan a su destino. Martin se niega a volver a casa con sus padres y se va con los otros chicos.
Más tarde, mientras Bart y Maggie provocan el caos en casa, Lisa mira fotos de su época de hija única.

## Recepción

### Audiencia
En su emisión original, el episodio fue visto por 1,53 millones de espectadores y fue el programa de mayor audiencia de Animation Domination esa noche.

### Respuesta de la crítica
Tony Sokol de Den of Geek concedió al episodio 3,5 de 5 estrellas y afirmó: «Los Simpson se benefician de convertir a Bart y a los personajes secundarios en una troupe. Cada uno tiene tiempo para brillar, las interacciones se convierten en capas. Con escenarios limitados y sin señores de esas moscas, la historia es un batiburrillo de fuentes todas con aterrizajes suaves. La mejor redención llega al final, con una representación cómicamente visual de cómo, a pesar de todas las buenas intenciones, nada en la casa de los Simpson ha cambiado en absoluto. Lisa está más contenta, pero Bart descubrió una nueva libertad en las tierras salvajes, y Homer puede que nunca se rasque Bola de Nieve III de la cara. "Boyz N the Highlands" se salta el camino menos transitado para reforzar la nueva dirección, pero pierde pie por el camino».
Marcus Gibson de Bubbleblabber dio al episodio un 7 sobre 10 afirmando: «En general, "Boyz N the Highlands" es otro viaje por la naturaleza que es tan peligroso y divertido como ser perseguido por una secta satánica. En cuanto a la trama, no llega al nivel de Homer y Marge en su viaje por la naturaleza. Sin embargo, su humor, en el que Martin y Lisa son 'hijos únicos', es suficiente para hacer que esta última aventura en la naturaleza sea más agradable que pasar nuestros interminables días frente a nuestras pantallas».